# WWF War Zone
WWF War Zone è un videogioco di tipo picchiaduro sul Wrestling professionistico uscito nel 1998 sulle console Nintendo 64, Game Boy e PlayStation, pubblicato da Acclaim Entertainment. Fu il primo videogioco della WWF in 3D, il primo videogioco dal 1996 da quando uscì WWF in Your House e il primo videogioco pubblicato dalla WWF nella grande Era Attitude. Il gioco è stato seguito da un sequel: WWF Attitude. Il motore del gioco di War Zone e Attitude è stato usato dai giochi della ECW dopo la rottura con la WWF.
All'inizio dello sviluppo, il gioco si chiamava WWF '98 ed era caratterizzato da un ring e da un'arena differenti.

## Caratteristiche
War Zone ha molte caratteristiche che sono uniche per titoli professionali del Nord America per quel periodo. Oltre ad essere il primo titolo in 3D della WWF, la versione del Nintendo 64 inoltre ha caratterizzato ad alta risoluzione 640x480 i modelli dei personaggi. La grafica del gioco è stata realizzata con la Motion capture per riflettere il modo unico in cui ogni lottatore esegue le sue mosse.
Ogni partita inizia con i lottatori sul ring e come commentatori del gioco ci sono Vince McMahon e Jim Ross. Ci sono anche canti provenienti dalla folla, alcuni dei quali unici per ogni wrestler.
La versione PlayStation dispone anche di video full motion con clip video di eventi WWF, così come interludi 3D del apocalittico "War Zone" visto nell'introduzione del programma del WWF War Zone. Il gioco inizia con un video di intro che dice di entrare nella "Zona di guerra" e il menu principale è un ascensore con i tasti che il giocatore sceglie per accedere alle varie modalità di gioco.

## Modalità di gioco
Il sistema delle prese del gioco fu unico al momento della distribuzione. Ha caratterizzato pugni, calci e le prese iniziali. I movimenti iniziali delle prese sono eseguiti e inseriti grazie a una serie di pressioni sui pulsanti del controller. Le prese variano a seconda della posizione dell'avversario.
Il single player è evidenziata dalla modalità "WWF Challenge", in cui il giocatore sceglie un personaggio e le sfide per i titoli WWF. Il giocatore inizia sul fondo di una piramide di monitor televisivi e vincendo contro gli avversari che si trovano sopra si avanzerà di livello, nella versione PlayStation gli avversari battuti precedentemente potranno sfidare il giocatore ad un "Grudge match", questi match di solito sono i match più cruenti o quelli con la possibilità di usare gli oggetti contundenti o nelle gabbie e se si perderà il match si scenderà nella graduatoria. Salendo nella piramide si avrà la possibilità di ottenere dei titoli dal WWF Intercontinental Championship al WWF Championship.
In alcuni punti del gioco nella versione per PlayStation, il giocatore vede clip di una groupie che esprime sia interesse o disinteresse per il giocatore a seconda delle partite vinte e perse. Dopo aver ottenuto un posto direttamente sotto il lottatore in alto, il lottatore sfida il lottatore in alto per il titolo WWF. Vincendo il gioco con alcuni personaggi, il giocatore può sbloccare alcuni contenuti speciali e costumi alternativi.
Ci sono nove modalità di gioco in totale, molti dei quali permettono configurazioni fino a quattro giocatori umani. Modalità di base comprendono Uno-contro-Uno, Tag Team, Cage Match, Match Armi, Tag Team Tornado, La Guerra (eliminazione gratuita per tutti), e due modalità esclusiva nella versione per Nintendo 64, Royal Rumble e Guanto di sfida. War Zone include anche una modalità allenamento in cui il giocatore può liberamente praticare le mosse del proprio lottatore scelto contro un allenatore in una struttura simile ad una palestra.

## Roster
| - Ahmed Johnson - Bret Hart - The British Bulldog - Faarooq - Goldust - Kane - Ken Shamrock - Mankind | - Mosh - Owen Hart - The Rock - Shawn Michaels - Steve Austin - Thrasher - Triple H - The Undertaker |

## Differenze tra le versioni

### PlayStation Vs. Nintendo 64
Le due versioni hanno varie differenze nelle caratteristiche di gioco. La versione del Nintendo 64 ha una risoluzione migliore dei lottatori, ma non ha una musica di qualità dei CD e nessun video full-motion come la sua controparte PlayStation fa. La versione del Nintendo 64 offre due tipi di match in più (Royal Rumble e Guanto di sfida) e l'opzione per inserire i trucchi.

### Game Boy
La versione Game Boy è meno estesa delle versioni PlayStation e Nintendo 64. Non si può creare un personaggio e tutti i lottatori hanno le stesse mosse tranne per le mosse finali. I lottatori segreti non sono presenti in questa versione.